# Stroe (Gueldre)
Pour les articles homonymes, voir Stroe.
Stroe est un village appartenant à la commune néerlandaise de Barneveld. Le 1er janvier 2006, le village comptait 1 500 habitants.